# Кіриський район
Кіриський район (рос. Киришский район) — муніципальний район у складі Ленінградської області Російської Федерації.
Адміністративний центр — місто Кіриші.

## Демографія
Динаміка чисельності населення району:
| Рік  | Населення (осіб) | Джерело           | Примітки                              |
| ---- | ---------------- | ----------------- | ------------------------------------- |
| 1959 | 18 164           | Перепис 1959 року |                                       |
| 1970 | 15 325           | Перепис 1970 року | Без Кіриської міськради (28 229 осіб) |
| 1979 | 15 032           | Перепис 1979 року | Без міста Кіриші (44 246 осіб)        |
| 1989 | 14 521           | Перепис 1989 року | Без міста Кіриші (53 014 осіб)        |
| 2002 | 12 075           | Перепис 2002 року | Без міста Кіриші (55 634 осіб)        |
| 2010 | 63 764           | Перепис 2010 року |                                       |

## Адміністративний устрій
До складу району входять 2 міських та 4 сільських поселення:
| № | Назва поселення                | Населення (2010) | Кількість НП | Адмін. центр    |
| - | ------------------------------ | ---------------- | ------------ | --------------- |
| 1 | Будогощенське міське поселення | ▲ 4756           | 30           | Будогощ, смт    |
| 2 | Глажевське сільське поселення  | ▼ 2942           | 20           | Глажево, селище |
| 3 | Кіриське міське поселення      | ▼ 52 309         | 1            | Кіриші, місто   |
| 4 | Кусінське сільське поселення   | ▲ 1092           | 10           | Кусіно, село    |
| 5 | Пчовжинське сільське поселення | ▼ 1245           | 7            | Пчовжа, селище  |
| 6 | Пчевське сільське поселення    | ▼ 1420           | 9            | Пчева, село     |